# 卡什塔涅拉 (莫加多鲁)
卡什塔涅拉是葡萄牙布拉干萨区的一个堂区。总面积14.21平方公里，总人口102人，人口密度7.2人/平方公里。